# Баташка котловина
Баташка котловина е вътрешнопланинска котловина в северозападната част на Западните Родопи, между Баташка планина на юг и рида Къркария на север. На запад чрез ниска седловина се свързва с Чепинската котловина, а на изток нисък рид (1166 м) я отделя от долината на Стара река и град Батак. Площта ѝ е 39 км2, а надморската ѝ височина 1050 – 1100 м.
Оградена е от ниски, слабо наклонени на юг склонове с разседен произход. Образувана е приз плиоцена от тектонско пропадане. Запълнена е с плиоценски и кватернерни песъчливи наноси които ѝ придават заравнен характер. Климатът е планински. Отводнява се от река Мътвица, която след изграждането на преградната стена на язовир „Батак“ по-голямата част от нея е залята. В миналото, поради слабия наклон и невъзможността от отводняване, по-голямата част от котловината е била заблатена. Почвите са кафяви планинско-горски, а склоновете ѝ са обрасли с иглолистни гори.
През южната ѝ част, на протежение от 5 км преминава участък от третокласен път № 376 от Държавната пътна мрежа Батак – Ракитово – гара Костандово.
В двата ѝ края, на юг и на север са разположени курорта Цигов чарк и летовището Дъното.

## Топографска карта
- Лист от карта K-35-61. Мащаб: 1 : 100 000.
- Лист от карта K-35-73. Мащаб: 1 : 100 000.